# Wegweiser zur Geschichte
Die Wegweiser zur Geschichte ist eine seit 2005 im Verlag Ferdinand Schöningh erscheinende Buchreihe, die sich der „Geschichte von Krisengebieten“ widmet. Sie wurde vom Militärgeschichtlichen Forschungsamt begründet und seit 2013 im Auftrag des Zentrums für Militärgeschichte und Sozialwissenschaften der Bundeswehr herausgegeben. Die illustrierte Schriftenreihe entstand im Modul Einsatzunterstützung (MEU) und richtet sich nach eigenem Bekunden mit allgemein- und militärgeschichtlichen Resultaten an Bundeswehr-Soldaten im Auslandseinsatz sowie die politisch-historisch interessierte Öffentlichkeit.
Einzelne Bände der nunmehr siebzehnbändigen Reihe wurden in deutschen Feuilletons und in wissenschaftlichen Rezensionen überwiegend positiv aufgenommen. Ekkehard Kohrs befand für die ersten drei Bände, dass „zahlreiche Experten historisch-politische Landeskunde in verständlicher, übersichtlicher und bebilderter Form“ präsentierten. Es handle sich um die gegenwärtig „aktuellsten und gründlichsten“ zu den jeweiligen Themengebieten. Nach Wilfried von Bredow sei es eine „verdienstvolle Reihe“.
Für Sven Felix Kellerhoff steht die Reihe – wenn auch auf höherem Niveau – in der Tradition des „Pocket Guide to Germany“, der im Vorfeld der Operation Overlord (1944) vom United States Department of War ausgegeben wurde.

## Veröffentlichungen
Überblick über die einzelnen Bände:
- Agilolf Keßelring (Hrsg.): Bosnien-Herzegowina. 2005, ISBN 3-506-72976-4.

- 2. durchgesehene und erweiterte Auflage, 2007.

- Bernhard Chiari (Hrsg.): Afghanistan. 2006, ISBN 3-506-75664-8.

- 4. aktualisierte und veränderte Auflage von Karl-Heinz Lutz, 2020.

- Bernhard Chiari, Dieter H. Kollmer (Hrsg.): Demokratische Republik Kongo. 2006, ISBN 3-506-75745-8.

- 3. überarbeitete Auflage unter Mitarbeit von Magnus Pahl, 2008.

- Bernhard Chiari, Agilolf Keßelring (Hrsg.): Kosovo. 2006, ISBN 978-3-506-75665-7.
- Bernhard Chiari, Dieter H. Kollmer (Hrsg.): Naher Osten. 2007, ISBN 978-3-506-76371-6.

- 2. überarbeitete und erweiterte Auflage unter Mitarbeit von Martin Rink, 2009.

- Dieter H. Kollmer, Andreas Mückusch (Hrsg.): Horn von Afrika. 2007, ISBN 978-3-506-76397-6.
- Bernhard Chiari unter Mitarbeit von Dieter H. Kollmer (Hrsg.): Sudan. 2008, ISBN 978-3-506-76396-9.
- Bernhard Chiari (Hrsg.): Kaukasus. 2008, ISBN 978-3-506-76587-1.
- Bernhard Chiari, Magnus Pahl (Hrsg.): Usbekistan. 2009, ISBN 978-3-506-76880-3.
- Bernhard Chiari, Magnus Pahl: Auslandseinsätze der Bundeswehr. 2010, ISBN 978-3-506-76914-5.
- Bernhard Chiari, Conrad Schetter (Hrsg.): Pakistan. 2010, ISBN 978-3-506-76908-4.
- Martin Hofbauer, Thorsten Loch (Hrsg.): Nordafrika. 2011, ISBN 978-3-506-77326-5.
- Martin Hofbauer, Philipp Münch (Hrsg.): Mali. 2013, ISBN 978-3-506-77884-0

- 2. aktualisierte Auflage bearbeitet von Torsten Konopka, 2016.

- Dieter H. Kollmer, Torsten Konopka, Martin Rink (Hrsg.): Zentrales Afrika. In Zusammenarbeit mit der Landesverteidigungsakademie des Österreichischen Bundesheeres, 2015, ISBN 978-3-506-78470-4.
- Bernd Lemke unter Mitarbeit von Stefan Maximillian Brenner (Hrsg.): Irak und Syrien. 2016, ISBN 	978-3-506-78662-3.
- Bernd Lemke unter Mitarbeit von Stefan Maximilian Brenner, Thomas Martinez Perez und Ole Christian Schneider (Hrsg.): Baltikum. 2018, ISBN 978-3-506-79331-7.
- Torsten Konopka (Hrsg.): Sudan und Südsudan. 2018, ISBN 978-3-506-79332-4.